# Labeobarbus polylepis
Labeobarbus polylepis és una espècie de peix d'aigua dolça, bentopelàgic i de clima subtropical (23°S-27°S). pertanyent a la família dels ciprínids Mesura 58,5 cm de llargària màxima i 6.800 g de pes. Menja principalment algues (durant els mesos d'hivern) i, en menor mesura, musclos, caragols, crancs i peixets. El mascle assoleix la maduresa sexual en arribar als 17 cm de llargària, mentre que la femella ho fa als 30. Es reprodueix durant la primavera i l'estiu. Habita a les conques dels rius Limpopo, Incomati i Pongola a Sud-àfrica, Eswatini i Moçambic. És consumit pels humans. És inofensiu per als humans.